# Douglas Nelson
Douglas Edward „Doug” Nelson (ur. 25 maja 1959 w Englewood w stanie New jersey) – amerykański judoka. Olimpijczyk z Los Angeles 1984, gdzie zajął piąte miejsce w wadze ciężkiej.
Uczestnik mistrzostw świata w 1981, 1985 i 1987. Brązowy medalista igrzysk panamerykańskich w 1983 i 1987 roku.

## Letnie Igrzyska Olimpijskie 1984
| Konkurencja | Rundy eliminacyjne       | Rundy eliminacyjne                | Finały                | Finały                | Klas. końcowa |
| Konkurencja | Przeciwnik I             | Ćwierćfinał                       | Półfinał              | O 3. miejsce          | Miejsce       |
| ----------- | ------------------------ | --------------------------------- | --------------------- | --------------------- | ------------- |
| +95 kg      | Ricardo Andersen (ARG) Z | Alexander von der Groeben (FRG) Z | Angelo Parisi (FRA) P | Cho Yong-chul (KOR) P | 5.            |